# Джонатан Клівленд
Джонатан Клівленд (англ. Jonathan Cleveland, 19 грудня 1970) — канадський плавець.
Призер Олімпійських Ігор 1992 року, учасник 1988, 1996 років.
Призер Пантихоокеанського чемпіонату з плавання 1989, 1991, 1993 років.
Переможець Ігор Співдружності 1990 року, призер 1994 року.
Призер Панамериканських ігор 1995 року.